# عدلی اللشهب
عدلی اللشهب (انگلیسی: Adli Lachheb؛ زادهٔ ۲۲ ژوئیهٔ ۱۹۸۷) بازیکن فوتبال اهل تونس است.
از باشگاه‌هایی که در آن بازی کرده‌است می‌توان به باشگاه فوتبال هالشر، باشگاه فوتبال دویسبورگ، و باشگاه فوتبال ارتسگبیرگ آئو اشاره کرد.